# El Show de Renny
El Show de Renny fue un programa de televisión venezolano especializado en espectáculos y variedades conducido por Renny Ottolina, se emitió desde el lunes 3 de noviembre de 1958 hasta el lunes 31 de diciembre de 1973 en Radio Caracas Televisión (RCTV), y desde 1971 hasta 1973 en Cadena Venezolana de Televisión (CVTV). Ottolina también escribió y produjo espectáculos, convirtiéndose en uno de los primeros productores de televisión independientes en Venezuela.

## Formato

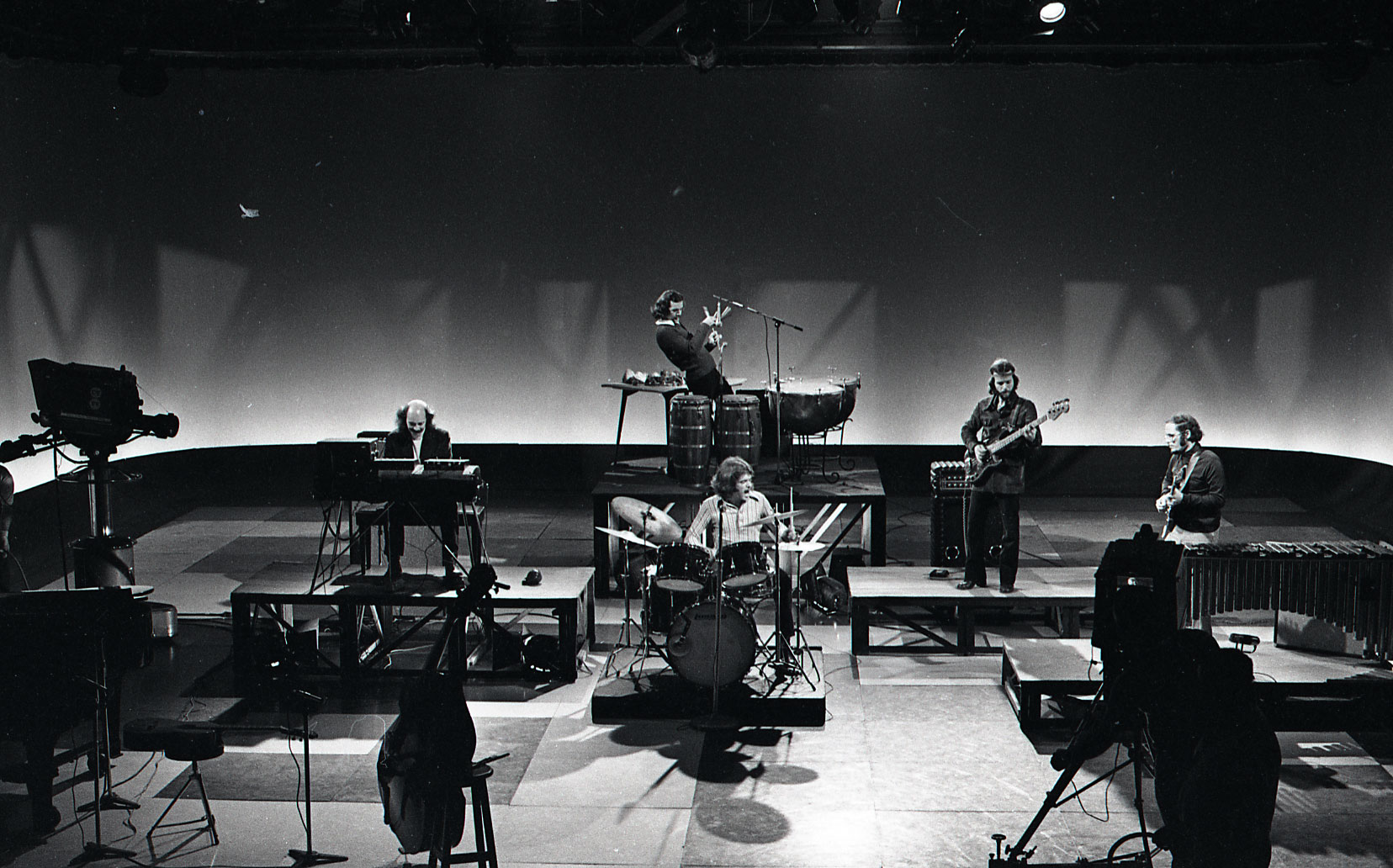
La Banda Municipal Show de Renny Ottolina Presenta.

El programa contó con un elenco de mujeres denominado "Las Chicas de Renny" que incluyeron personalidades como Mery Cortez, Rosario Prieto, Marina Baura, Carmen Victoria Pérez, María Gracia Bianchi, Ingrid Bolaw (más tarde Ingrid Garbo), Gudelia Castillo, Liduvina Ramírez, las gemelas Jeanette y Zayda García y Elizabeth Flores Gil. 
Con el fin de tener el mejor y más actualizado espectáculo, Ottolina contrató coreógrafos extranjeros como Sandra Le Brocc y Jim Huntley, y las famosas presentadoras venezolanas Paula Bellini y Susana Duijm (Miss Mundo 1955).
Ottolina por temporadas se tomaba vacaciones, mientras que en uno de sus descansos en 1960, organizó un programa en idioma Inglés en la ciudad de Nueva York en la estación de televisión WABC-TV. Cuando regresó a Venezuela en 1961, introdujo el formato de bocetos para su espectáculo. Esto hizo que el programa se dividiera en cuatro temporadas:
- 1ra temporada (1958-1959)
- 2da temporada (1961-1962)
- 3ra temporada (1964-1965)
- 4ta temporada (1967-1970)

El 3 de febrero de 1965, Ottolina comenzó a producir otro espectáculo en RCTV llamado "Renny Presenta". De este programa salió una edición muy reconocida graba en el Salto el Ángel. En 1971, "El Show de Renny" se emitió por última vez y Ottolina abandonó RCTV. La mayor parte de las grabaciones de la serie se perdieron en un incendio en 1978.
En el mismo año, este espectáculo se trasladó a la Cadena Venezolana de Televisión (CVTV), donde el programa continuo hasta 31 de diciembre de 1973. "El Show de Renny" se convirtió en uno de los programas de televisión más vistos y recordados en Venezuela.

## Reparto

### Animadores
- Renny Ottolina
- Susana Duijm
- Paula Bellini

### Las chicas de Renny
- Mery Cortez
- Rosario Prieto
- Marina Baura
- Carmen Victoria Pérez
- Haydeé Balza
- María Gracia Bianchi
- Ingrid Bolaw
- Gudelia Castillo
- Liduvina Ramírez
- Castellan García
- Zayda García
- Elizabeth Flores Gil

## Artistas invitados
Durante las diversas transmisiones del programa lograron presentarse grandes artistas, tales como:

### Nacionales
- Mirla Castellanos
- José Luis Rodríguez "El Puma"
- Luisín Landáez
- Raquel Castaño
- Cherry Navarro
- Alirio Díaz
- Norah Suárez
- Mario Suárez

### Internacionales
- Piero
- Mina
- Ray Charles
- Tom Jones
- Raphael
- Sandro
- Miriam Makeba
- La Lupe
- Bruno Filippini
- Stevie Wonder
- Charles Aznavour
- Nat King Cole
- Jimi Hendrix
- Demis Roussos